# Litten (Kubschütz)
Litten, sorbisch Lětońⓘ, ist ein Ortsteil der Gemeinde Kubschütz in Sachsen. Er gehört zum sorbischen Siedlungsgebiet in der Oberlausitz.

## Geographie

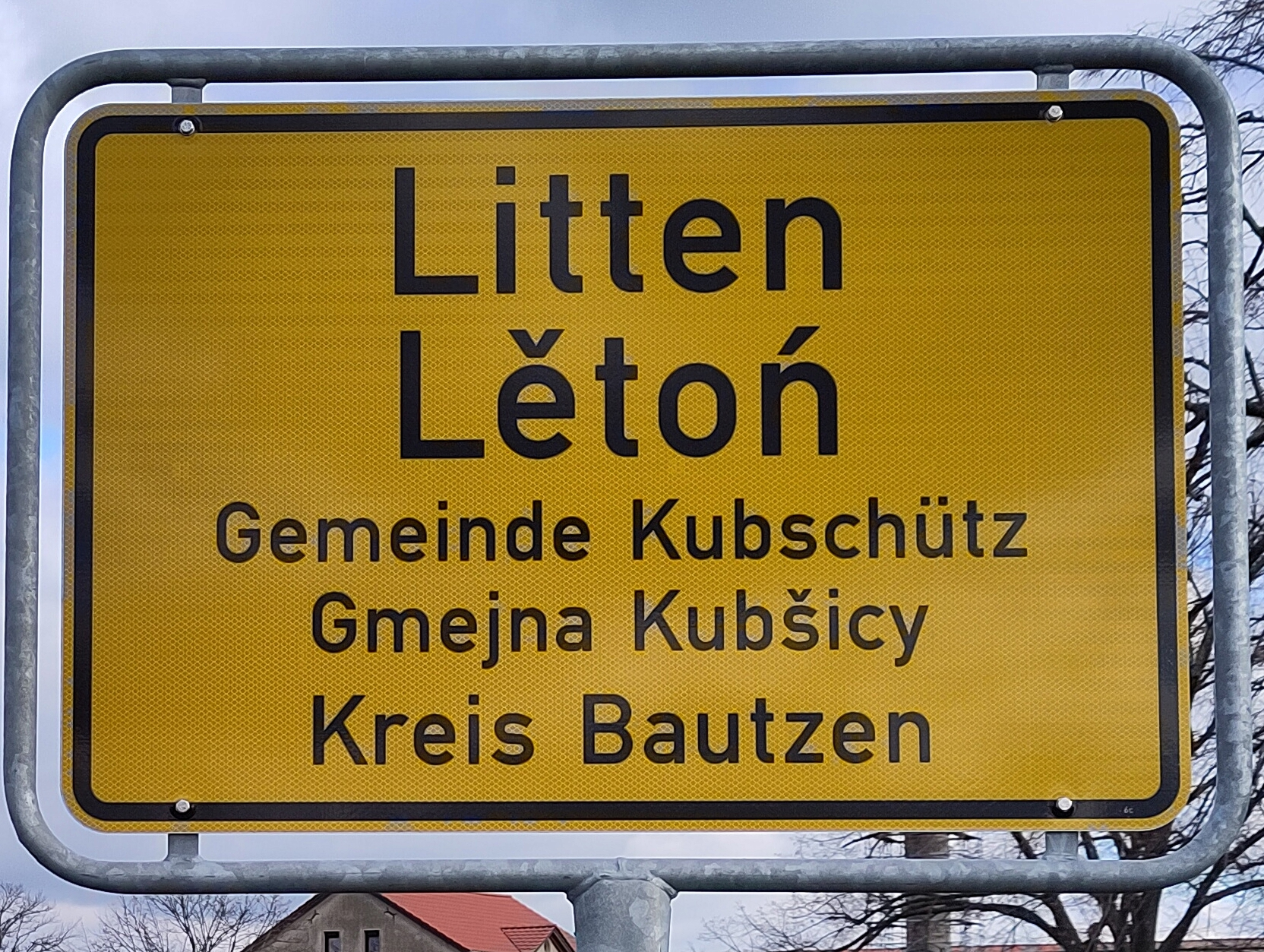
Ortsschild von Litten/Lětoń

Der Rundling befindet sich rechtsseitig der Aue des Albrechtsbaches an der Landstraße von Niederkaina nach Purschwitz. Unmittelbar südlich liegt der Flugplatz Bautzen-Litten. Nördlich von Litten befinden sich der Albrechtsbach sowie die Kreckwitzer Höhen.

## Geschichte
Die Gemarkung war bereits während der Frühzeit besiedelt. Auf einer Kuppe im nordöstlichen Teil der Flur wurde 1910 ein ostgermanisches Gräberfeld entdeckt. Östlich des Dorfes wurde ein Gräberfeld aus der frühen Eisenzeit aufgefunden. Im südlichen Teil der Flur konnten zahlreiche Gefäßreste der Schnurkeramik geborgen werden.
Der erste schriftliche Nachweis des Ortes erfolgte 1237 durch einen „Henricus Misnensis de Letonin“. Im Bautzener Dingbuch von 1362 sind mehrere Bürger mit dem Namen „Leteny“ genannt, die wahrscheinlich aus dem Dorf stammten. Ursprünglich gehörte Litten zu den Gütern des Bistums Meißen, später schenkte das Bistum den bischöflichen Zehnt aus Litten dem Domstift Bautzen. Schließlich gelangte Litten an das Rittergut Purschwitz, das 1580 den größten Teil des Dorfes an die Stadt Bautzen und einen kleinen Anteil der Landvogtei Bautzen verkaufte. Am 21. Mai 1813 hielten während der Schlacht bei Bautzen die Truppen des Generals Yorck den Ort und verteidigten ihn bis auf das Äußerste. Bei ihrem Rückzug steckten sie Litten in Brand.
Mit der Errichtung des Exerzierplatzes für die Garnison Bautzen verlor die Gemeinde Litten 1911 große Teile ihrer Fluren. 1934 wurde Litten nach Purschwitz eingemeindet. Der Flugplatz Litten entstand 1938. Zusammen mit Purschwitz wurde Litten 1994 Teil der Gemeinde Kubschütz. Litten gehört zum Kirchspiel Purschwitz.

## Bevölkerung und Sprache
Für seine Statistik über die sorbische Bevölkerung in der Oberlausitz ermittelte Arnošt Muka in den achtziger Jahren des 19. Jahrhunderts eine Bevölkerungszahl von 92 Einwohnern; darunter waren 88 Sorben und vier Deutsche. Der Sprachwechsel zum Deutschen vollzog sich in Litten erst nach dem Zweiten Weltkrieg.
In den 1970er Jahren hatte das Dorf knapp 100 Einwohner.

## Persönlichkeiten
- Arnošt Bart-Brězynčanski (1870–1956), sorbischer Politiker und Aktivist, geboren in Litten